# Bakijski Okręg Wojskowy
Bakijski Okręg Wojskowy (ros. Бакинский военный округ) – ogólnowojskowy, operacyjno-terytorialny związek Sił Zbrojnych Związku Radzieckiego.
Został sformowany 9 lipca 1945 poprzez wydzielenie Frontu Zakaukaskiego, obejmował terytorium Azerbejdżańskiej SRR i Dagestańskiej ASRR. Dowództwo stacjonowało w Baku. Obwód rozformowano 6 maja 1946, terytorium okręgu objął Zakaukaski Okręg Wojskowy. 

## Dowódcy
- Iwan Maslennikow (1945-1946)[1].